# Липа дрібнолиста
Ли́па дрібноли́ста, також ли́па серцели́ста або ли́па звича́йна (Tilia cordata Mill.) — листопадне дерево родини мальвових. Медоносна, деревинна, харчова, лікарська, ефіроолійна, танідоносна, волокниста, кормова, декоративна й фітомеліоративна рослина.

## Опис

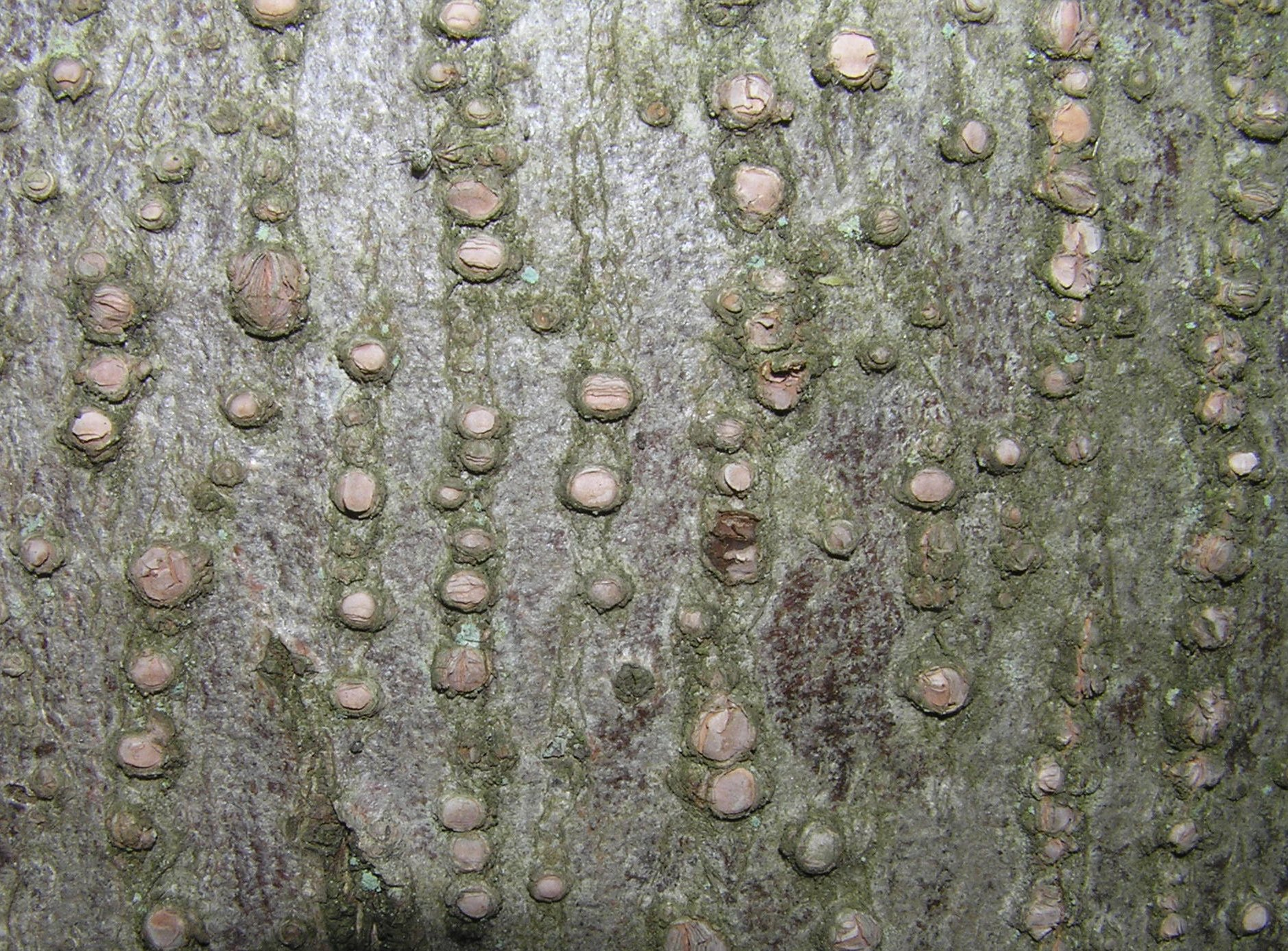
Кора

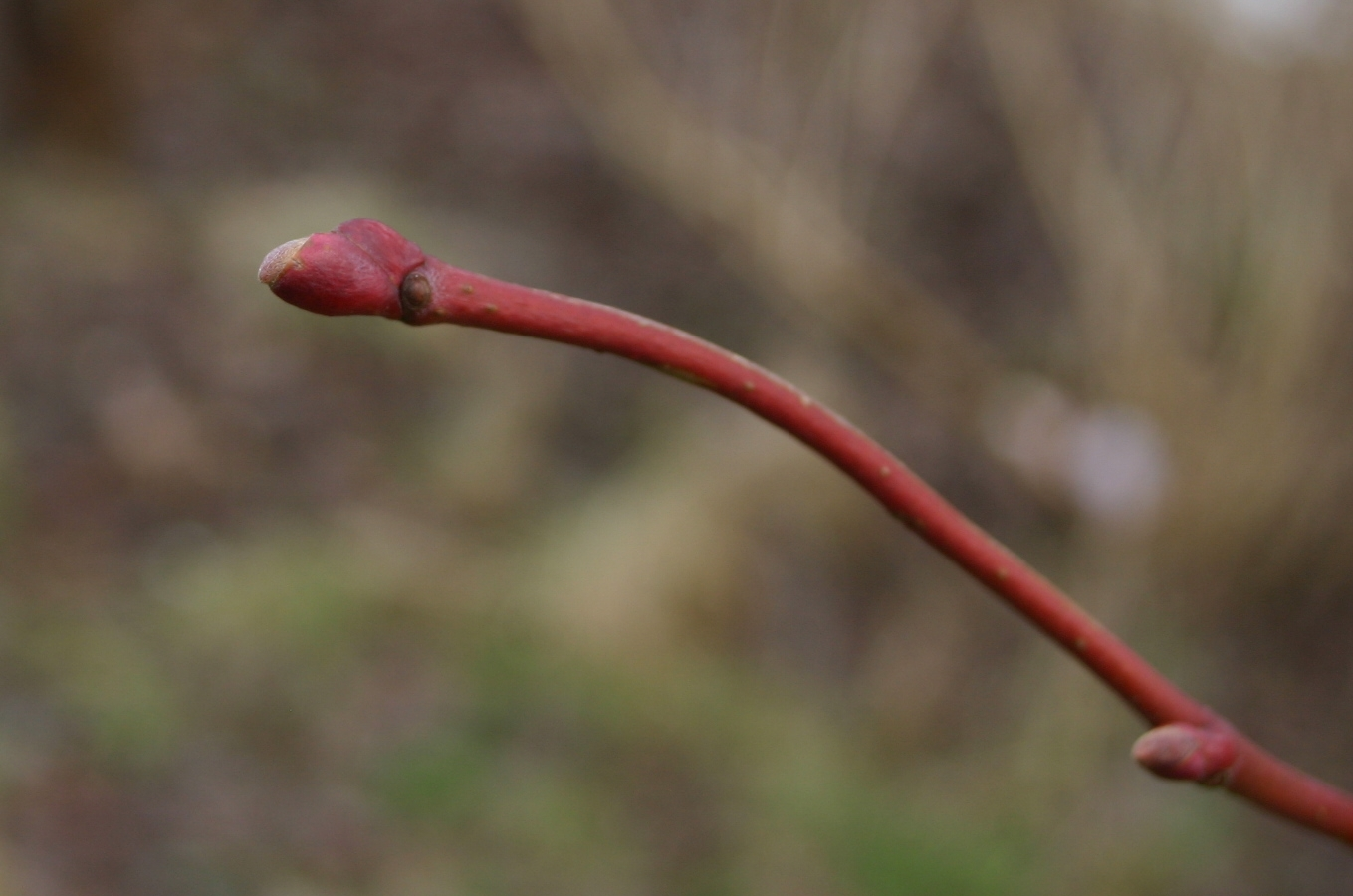
Брунька навесні

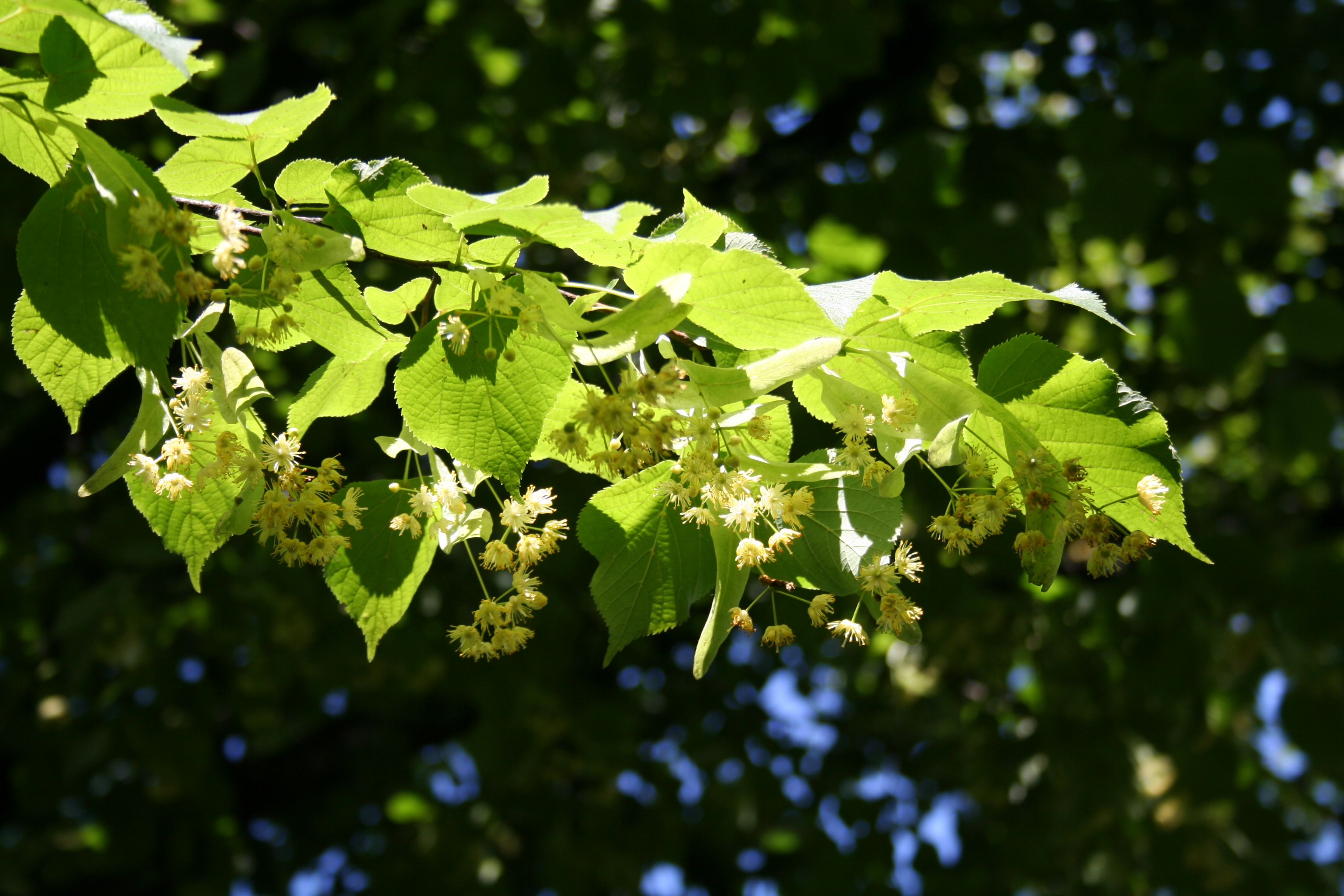
Квітуча гілка

Дерево до 25 м заввишки з густою, розлогою кроною. Стовбур могутній з темною поздовжньо-борозенчастою корою. Молоді гілки жовтувато-коричневі, звичайно голі. У липи, що росте на відкритому місці, нижні гілки нахиляються до землі, створюючи тим самим вологу, прохолодну зону довкола стовбура. Листки чергові, 5-10 см завдовжки. Листкова пластинка удвічі довша за черешок або дорівнює йому, округла або трохи видовжена, при основі серцеподібна, на верхівці відтягнуто-загострена, із зарубчасто-пилчастим краєм. Зверху листки ясно-зелені, зісподу сизі з борідками рудих волосків у кутках жилок.
Квітки правильні, зібрані в пазушні 3-11-квіткові щиткоподібні напівзонтики. Приквіток, що зрісся з квітконосом на третину довжини, сягає 6-8 см завдовжки, він довгастий, тупий, блідо- або жовтувато-зелений, лишається при плодах. Оцвітина подвійна. Чашолистків 5, вони блідо-жовті (майже білі), сягають 4-5 мм завдовжки, мають яйцеподібно-ланцетну, дещо опуклу форму. Пелюсток 5, вони вузько-оберненояйцеподібні, жовтувато-білі або блідо-жовті. Тичинок багато, вони зростаються при основі у п'ять пучків. Маточка одна, із верхньою зав'яззю, єдиним стовпчиком та п'ятилопатевою приймочкою.
Плід — яйцеподібно-кулястий горішок (5-7 мм завдовжки), невиразно гранчастий, запушений, з крихким оплоднем. Горішки опадають із дерева по кілька на спільній гілочці. Кожна гілочка має широке тонке крильце, завдяки чому плоди переносяться вітром, розповсюджуючи насіння. Плоди дозрівають у серпні-вересні.
Липа серцелиста росте у другому ярусі листяних, рідше мішаних лісів. Тіньовитривала, морозостійка рослина. Цвіте у червні-липні.

## Поширення
Ареал липи дрібнолистої простягається від Південної Британії — на заході та південних районів Скандинавії і Фінляндії — на півночі, до центральних районів Західного Сибіру — на сході і Кавказу, Болгарії, Італії та Іспанії — півдні. В Україні поширена майже по всій території, крім крайнього степу. На Поліссі рідше. Райони заготівель — Хмельницька, Вінницька, Київська, Полтавська, Черкаська, Сумська, Харківська, Донецька області. Запаси сировини значні.

## Близькі види
Липа європейська (T. ×europaea L.). Згідно з сучасною міжнародною класифікацією, є не окремим видом, а гібридом липи дрібнолистої та липи широколистої. Увага! В російськомовних джерелах терміни «липа европейская» та «T. europaea» вживаються в різних значеннях, що може призводити до плутанини.
Відрізняється від липи серцелистої тим, що листки у неї зверху темно-зелені, зісподу бліді, а жилки щетинисто-біло-запушені. Квітки більші, суцвіття 3-8-квіткові. Пелюстки на краю світліші, ніж на середній лінії. Плоди з добре виявленими ребрами. Зацвітає на десять днів раніше від липи серцелистої. Росте у листяних і мішаних лісах у західних районах України. Тіньовитривала рослина. Культивують у садах і парках. Цвіте у червні — липні.
Липа широколиста (T. platyphyllos Scop.). Високе дерево до 35 м заввишки. Від попередніх видів відрізняється більшими листками з білими пучками волосків у кутках жилок. У суцвітті тільки 2-3 квітки. Плоди ребристі до 12 мм у діаметрі, оксамитово-пухнасті. Росте в мішаних і широколистяних лісах у західних областях України. Культивують у садах і парках. Цвіте у червні.

## Використання

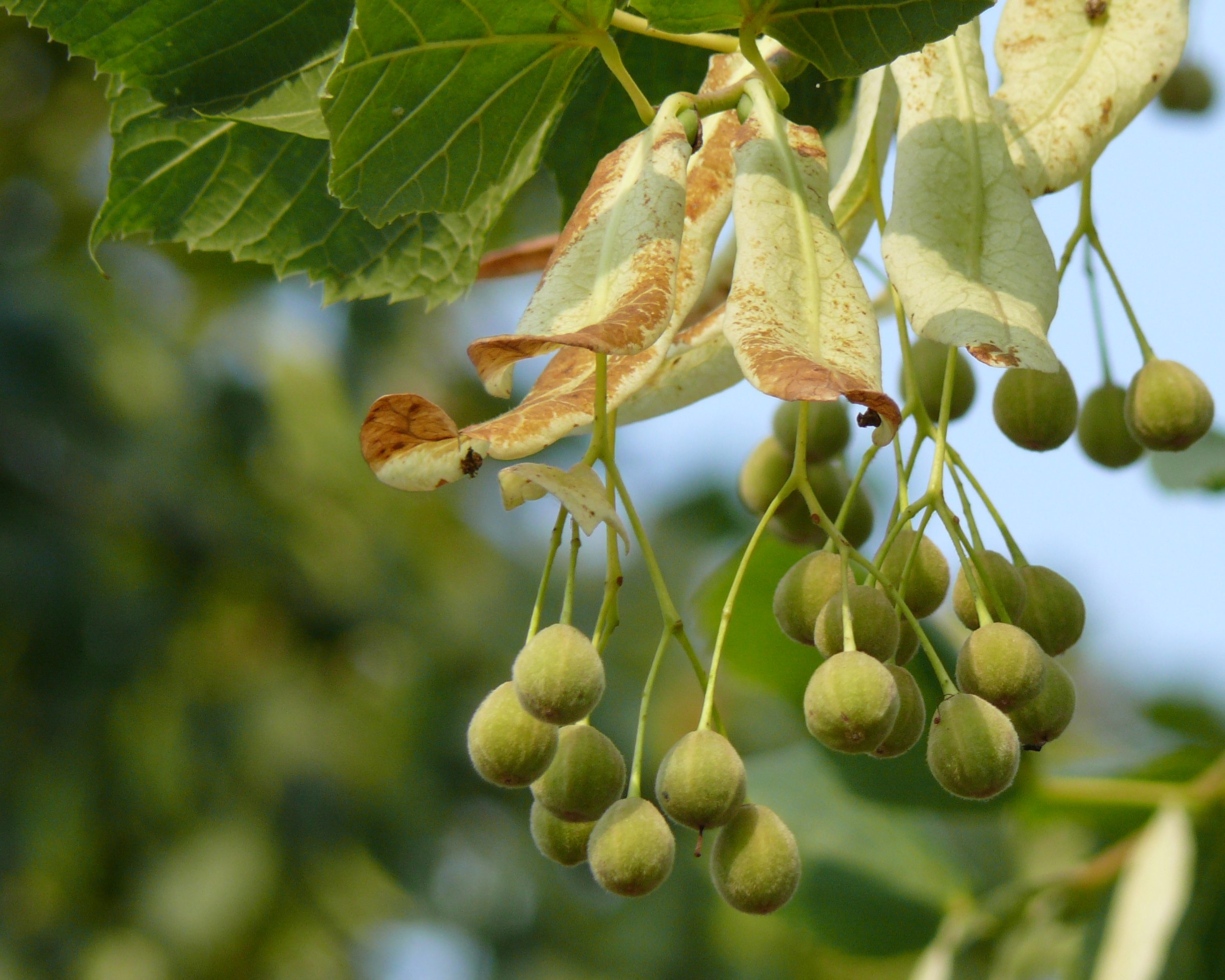
Плоди липи у саду Києво-печерської лаври

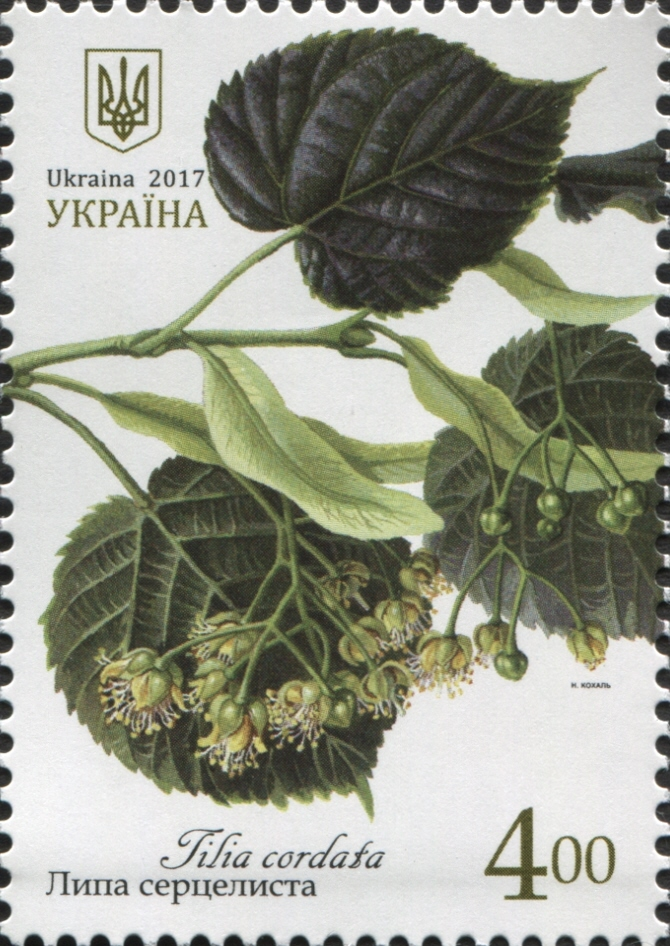
Марка Укрпошти «Липа серцелиста (Lilia cordata)» із серії «Лікарські та медоносні рослини» (2017)

Липа серцелиста — важливий, але дуже примхливий літній медонос, який дає продуктивний взяток. У Лісостепу та на Поліссі разом з гречкою створює липово-гречковий тип взятку. Найкраще виділяється у неї нектар з 20-25-річного віку, коли дерева розташовані не дуже густо. Особливо сильно виділяється нектар за теплої погоди (температура до 25°) з мінливою хмарністю та високою вологістю повітря. Липа здебільшого медонос, пилку з неї бджоли збирають мало. Іноді після цвітіння липи бджоли збирають з неї падь, яку виділяє липова попелиця. Ця падь — одна з найбільш шкідливих для бджіл. Медопродуктивність липи становить 600—800 кг на 1 га насадження. В Україні збір липового меду на одну бджолину сім'ю коливається від 7 до 20 кг.
Липовий мед світло-жовтого забарвлення, часом зеленкуватий, з ніжним запахом липового цвіту, найкращий серед багатьох сортів, дуже смачний, корисний для здоров'я людини й ціниться вище інших сортів меду. Крім липи серцелистої, важливе значення як медонос має липа європейська. Медопродуктивність її до 800 кг з 1 га насадження.
Липа серцелиста — цінна лікарська рослина. У науковій медицині використовують висушені суцвіття липи (Floies Tilia) як потогінний і бактерицидний засіб для полоскання рота. У народній медицині застосовують у сумішах з іншими рослинами при деяких захворюваннях шлунка, печінки, кишки, нирок. Вугілля з липи — при деяких видах діареї, опіках, окремих хворобах шкіри, виразках.
Квітки липи містять 0,04-0,05 % ефірної олії, глюкозиди, сапоніни, дубильні речовини, цукор, каротин, вітамін C. Їх використовують у лікеро-горілчаній промисловості, а ефірну олію — в парфумерії. У листках липи містяться вітамін С (118—245 мг%), каротин (до 21,2 мг%) і таніди. 3 них готують вітамінний напій. У плодах липи міститься напіввисихаюча жирна олія (в неочищених — до 23 %, в очищених — до 58 %). У корі гілок є до 8 % напіввисихаючої жирної олії, за смаком подібної до мигдалевої.

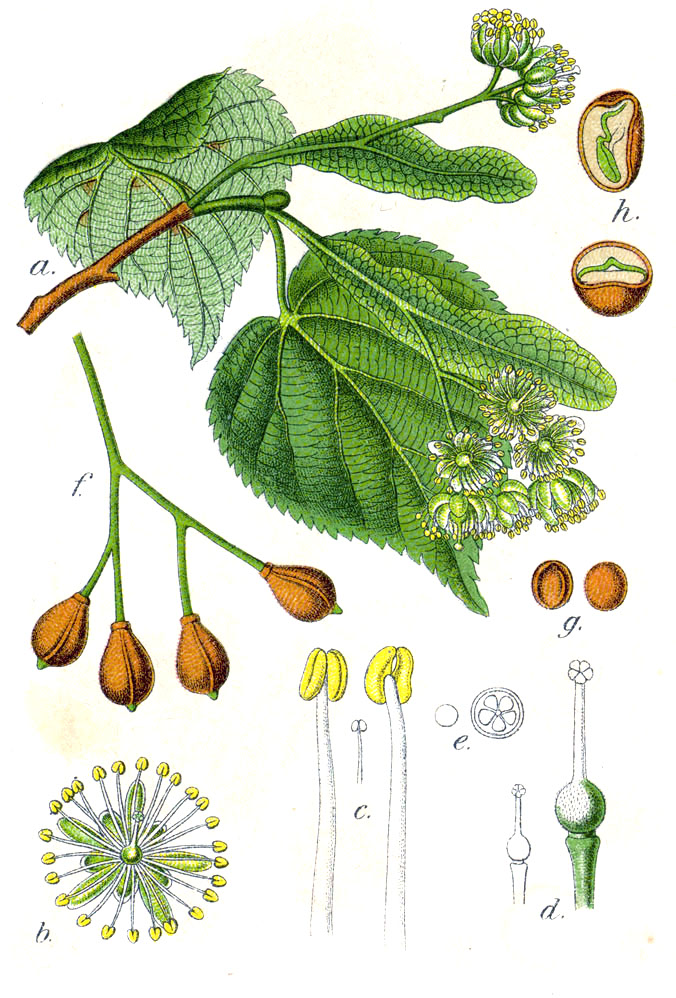
Ілюстрація з книги «Deutschlands Flora in Abbildungen»

Листки липи влітку містять багато протеїну (до 18,5 %) і мало клітковини (до 18,7 %), жир (до 2,2 %), безазотисті екстрактивні речовини (до 53 %). Навіть листки осінньої заготівлі містять відносно багато протеїну і мало клітковини. Є дані про те, що листя і гілки липи не поїдаються сільськогосподарськими тваринами, за винятком овець, проте їх охоче їдять лісові звірі.
Деревина липи без'ядрова, біла або червонясто-біла, легка, м'яка, легко обробляється, добре фарбується і полірується. Використовується для виробництва меблів, протезів, токарних і різьбярських виробів. Липова фанера використовується в авіації.
Липові дрова дають слабкий і нетривкий жар, вугілля з липових дров колись вважалось одним з найкращих для виготовлення примітивного пороху. З кори липи одержують лико, яке йде на виготовлення лаптів, кошиків, віхтів, рогож, щіток, мотузків, канатів.
У корі липи міститься 2-4 %, а в деревині 4-8 % танідів.
Липа серцелиста і європейська як улюблені декоративні рослини культивуються в садах і парках, на вулицях, уздовж шляхів.
У полезахисному лісорозведенні липа ціниться як ґрунтозатінююча супутня порода, використовується для яружно-балкових і масивних насаджень у Лісостепу і Степу.

## Збирання, переробка та зберігання
Суцвіття липи заготовляють під час цвітіння в суху погоду, вибраковуючи пошкоджені. Сушать сировину на горищах під залізним дахом або під навісом з гарною вентиляцією, розстеливши тонким шаром (3-5 см), або в сушарці при температурі 25-30°. Слід пам'ятати, що на пересушених суцвіттях квітки обсипаються, внаслідок чого знижується якість сировини, тому технологія вимагає дбайливості.

## Синоніми
- Tilia parviflora Ehrh.